# Carcharhinus galapagensis
Cá mập Galapagos (danh pháp khoa học: Carcharhinus galapagensis) là một loài cá mập thuộc họ Carcharhinidae, được tìm thấy trên toàn thế giới. Loài này ưa thích môi trường san hô sạch xung quanh đảo ngoài đại dương, nơi mà loài này thường là loài cá mập có số lượng nhiều nhất. Là một loài có kích thước lớn, thường đạt chiều dài 3,0 m, cá mập Galapagos có cơ thể hình thoi đặc trưng kiểu "cá mập rạn san hô" và rất khó phân biệt loài này với loài cá mập Carcharhinus obscurus và cá mập san hô xám. Một đặc điểm để xác định loài này là vây lưng đầu tiên cao, đầu vây hơi tròn và bắt nguồn qua các mũi sau của vây ngực.
Cá mập Galapagos là loài săn mồi năng động thường săn mồi thành nhóm lớn. Chúng chủ yếu ăn các loài cá có xương và động vật thân mềm sống tầng đáy; các cá thể lớn hơn có một chế độ ăn đa dạng hơn, chúng ăn cả những con cá mập khác, kỳ nhông biển, sư tử biển.